# Auténticos Ídolos del Rock Popular (álbum)
Auténticos Ídolos del Rock Popular es un álbum de Hombres G, publicado en 1988, esta versión solo fue editada para América Latina,y contenía algunos temas de su anteriores álbumes: Hombres G y La Cagaste... Burt Lancaster.
Listado de canciones
- Lawrence de Arabia
- Vuelve a Mi
- Sin Ti
- Matar a Castro
- No Lloraré

- El Es... Rita la Cantaora
- En la Playa
- Dos Imanes
- Dejad que las Niñas se Acerquen a Mi
- La Carretera

- Datos: Q25411729